# Languidipes corporaali
Languidipes corporaali is een haft uit de familie Polymitarcyidae. De wetenschappelijke naam van de soort is voor het eerst geldig gepubliceerd in 1922 door Lestage.
De soort komt voor in het Oriëntaals gebied.